# Sapromyza beccarii
Sapromyza beccarii är en tvåvingeart som beskrevs av Kertesz 1900. Sapromyza beccarii ingår i släktet Sapromyza och familjen lövflugor. Inga underarter finns listade i Catalogue of Life.